# Lissolaboides malaisei
Lissolaboides malaisei là một loài tò vò trong họ Ichneumonidae.